# L'Apparition du Christ à Marie Madeleine après la Résurrection
L'Apparition du Christ à Marie Madeleine après la Résurrection (en russe : Явление Христа Марии Магдалине после воскресения) est un tableau du peintre russe Alexandre Ivanov (1806-1858), achevé en 1835. Il est conservé au Musée russe à Saint-Pétersbourg (à l'inventaire sous le no Ж-5263). Ses dimensions sont de 242 × 321 cm,,. La toile est une composition à deux figures de taille réelle : Marie Madeleine et Jésus Christ. C'est le moment où le Christ prononce, selon l'Évangile selon Jean (Jn 20,17), les mots en grec ancien :Μή μου ἅπτου (Mê mou aptou), traduits en latin par Saint Jérôme : Noli me tangere. Marie Madeleine, apprenant la Résurrection de Jésus, va vers lui, mais ce dernier l'arrête dans son élan en disant : « Ne me touche pas, car je ne suis pas encore monté vers mon Père,. »
Ivanov a commencé ses esquisses et ses études pour ce tableau en 1833. Sur la grande toile finale, il a travaillé en 1834 et 1835 dans son atelier à Rome. Quand le tableau est terminé, il est exposé à Rome d'abord, où il a eu du succès, puis au milieu de l'année 1836 à Saint-Pétersbourg. L'académie russe des Beaux-Arts attribue à Ivanov le titre d'académicien pour la réalisation de ce tableau. Le succès de cette toile a permis à Ivanov de poursuivre son séjour de pensionnaire boursier en Italie, ce qui fut pour lui une étape préparatoire à la création de l'œuvre de sa vie : L'Apparition du Christ au peuple, sur laquelle il a travaillé de 1837 à 1857,.
Le peintre et critique Alexandre Benois écrit que « L'Apparition du Christ à Madeleine montrait toute la compétence d'Ivanov dans la représentation de la nudité et du drapé ». En même temps, selon Benois, dans l'image de Madeleine, on perçoit « quelque chose qui montre à quel niveau de compréhension du tragique la peinture est déjà arrivée à l'époque d'Ivanov, comment ce dernier est devenu connaisseur de l'âme humaine, comment il pouvait ressentir jusqu'aux larmes un récit émouvant de l'Évangile ». L'historien d'art russe Mikhaïl Alpatov fait remarquer que la toile est « typique de l'art académique, du classicisme », mais le peintre a réussi à obtenir « une majesté telle que les académistes ne connaissaient pas » : les deux personnages du tableau d'Ivanov « sont enveloppés d'une telle dignité, qu'ils sont plus proches des héros de la tragédie classique que de personnages des récits évangéliques ».

## Histoire

### Événements antérieurs et travaux sur la toile

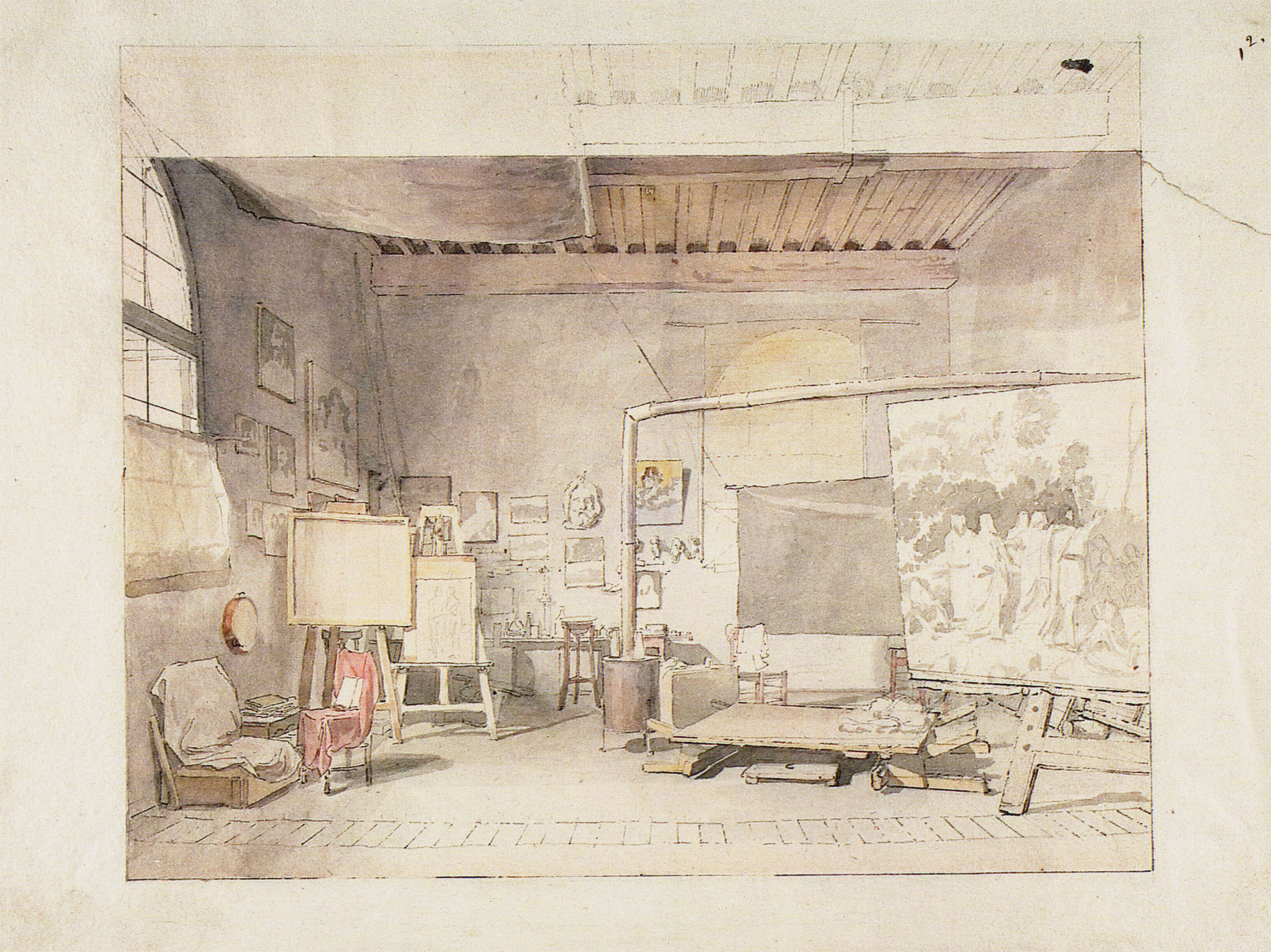
Alexandre Ivanov. Atelier à Rome (papier, aquarelle, encre de Chine, pinceau, plume, milieu des années 1830, Galerie Tretiakov).

En qualité de pensionnaire de la Société impériale d'encouragement des beaux-arts, Alexandre Ivanov part en Italie en 1831 et s'installe à Rome. On sait que, dès 1833, l'idée lui est venue de créer un tableau monumental Apparition du Messie au peuple et qu'il en a écrit dans sa lettre adressée à la société d'encouragement des artistes. Toutefois, il a décidé de commencer par une réalisation plus simple, à deux personnages seulement, au début de l'année 1834 avec son tableau Apparition du Christ à Marie Madeleine qui est donc une étape préparatoire à la création de la toile L'Apparition du Christ au peuple,,. Dans une lettre au comte Vassili Moussine-Pouchkine-Brious (ru), datée du 28 février 1834, Ivanov écrit : « N'ayant jamais entrepris la réalisation d'une œuvre plus grande, j'ai entrepris maintenant un tableau à deux personnages de taille réelle dont l'un représente Jésus dans un jardin, qui est déjà une ébauche »,.
Au printemps et à l'été 1834, Alexandre Ivanov, « désireux d'étudier toute l'école italienne de peinture »,, fait un voyage dans le nord de l'Italie. Il se rend à Venise à Milan, à Bologne, Ferrare, Padoue, Vicence, Vérone, Bergame, Brescia et dans d'autres villes encore. Pendant le voyage, il étudie de près les productions des anciens de l'école vénitienne, particulièrement celles du Titien. Dans ses dessins de cette période, Ivanov « accorde une attention particulière au développement du drapé, et cherche à obtenir l'impression du poids et du chatoiement du tissu ». Plus tard, le peintre a noté : « Un examen attentif de l'école Vénitienne, et en particulier de la toile du Titien, m'a beaucoup aidé, celle intitulée Jésus découvert devant Marie de Magdala (1514) ».

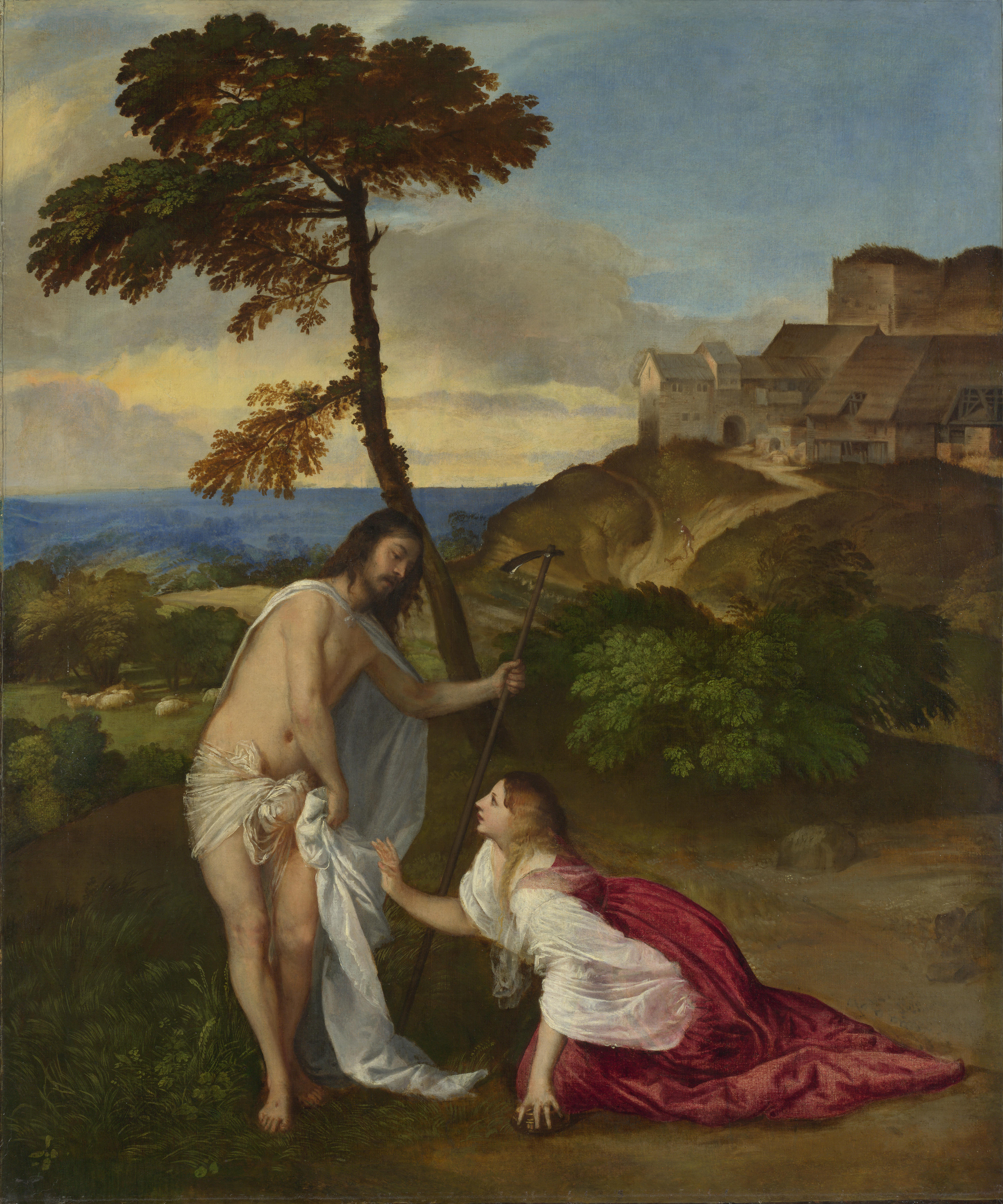
Noli me tangere, ou Jésus découvert devant Marie de Magdala, Titien, 1514.

Outre une préparation à son tableau L'Apparition du messie au peuple, L'Apparition du Christ à Marie Madeleine c'était aussi la réalisation du compte rendu de son voyage payé par la bourse de la Société impériale d'encouragement des beaux-arts, et en même temps, comme il l'espérait, une possibilité d'obtenir une bourse supplémentaire pour se rendre en Palestine,. Dans une lettre à la Société impériale datée du 27 février 1834, Ivanov explique qu'il travaille toujours à son tableau Jésus, découvert par Magdalena à la résurrection, « d'une hauteur de trois archines et demi et d'une longueur de cinq », et demande le prolongement de sa bourse de pensionnaire : « Mais poussé par une vive ferveur à montrer mes capacités à la vénérable académie et à justifier devant elle le travail réalisé, je vous prierais instamment de prolonger ma bourse de pensionnaire, en vous promettant de vous envoyer à bref délai mon tableau : Jésus découvert par Magdalina ».

### Après la création: en Italie

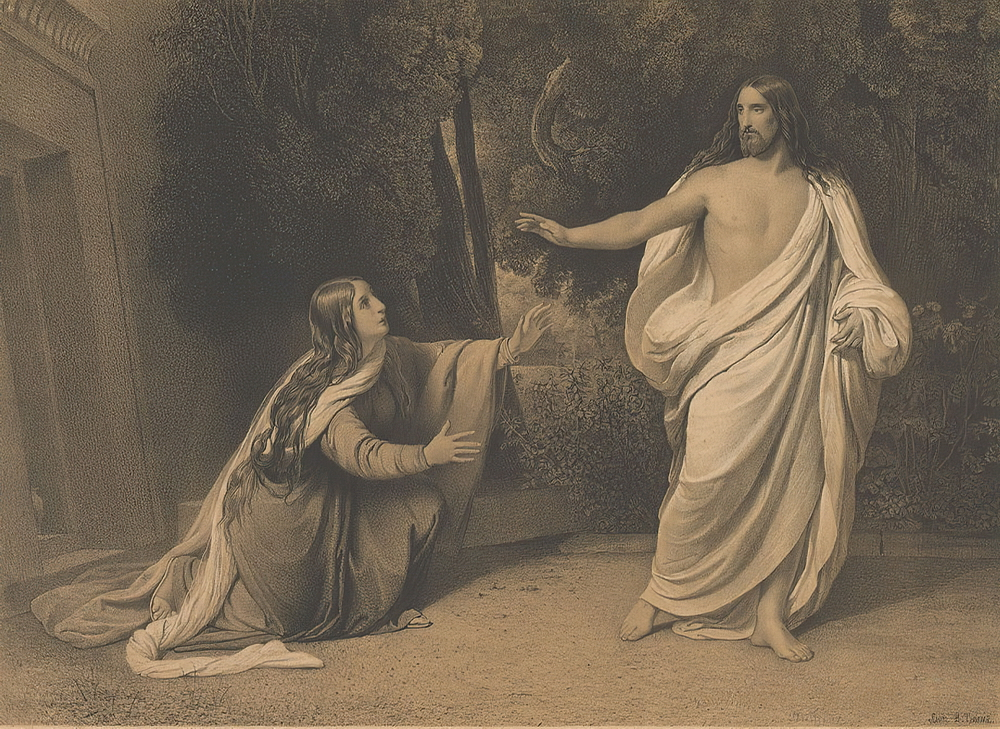
Georg Wilhelm Timm. Tableau d'A. Ivanov L'Apparition du Christ à Marie Magdalena après la Résurrection (lithographie, 1862).

Le tableau L'Apparition du Christ à Marie Madeleine a été terminé en décembre 1835 et exposé dans l'atelier de l'artiste. Un des premiers visiteurs est l'écrivain Alexeï Timofée (ru). Il s'exprime ainsi à ce propos : « c'est un sujet sur lequel de nombreux peintres ont travaillé ; ce qui est particulièrement bien réussi dans ce tableau, c'est la position du Christ. Il est Dieu ! C'est-à-dire grandeur, douceur, confiance, bonté, sainteté, puissance. Le tableau est superbe ! »,. D'autres artistes ont visité l'atelier d'Ivanov. Ainsi, le peintre et sculpteur danois Bertel Thorvaldsen, qui a beaucoup apprécié la toile et la maîtrise de son auteur. Dans une lettre à son père Andreï Ivanov, Alexandre écrit : « Beaucoup d'artistes sont venus voir mon tableau : Thorvaldsen l'a apprécié et a surtout communiqué à tout le monde son opinion. C'est flatteur ! Obtenir des éloges de lui n'est pas facile. On ne peut l'acheter ni par l'argent ni par la bassesse »,. L'artiste italien Vincenzo Camuccini, qui n'apprécie pas vraiment l'œuvre d'Ivanov de manière générale, a fait l'éloge de cette toile.
Il est probable qu'au XIXe siècle, le fond de la toile était moins foncé qu'aujourd'hui. En témoigne la reproduction de la lithographie de Georg Wilhelm Timm, publiée dans le no 24 de la revue Rousskiï khoudojestveny listok (ru) (Liste des peintres russes) en 1862. La lithographie montre clairement l'entrée de la tombe à gauche ainsi que les arbres d'un jardin à l'arrière-plan. Ivanov lui-même, dans une lettre à son père écrit qu'il essaye d'« éviter la noirceur » et de « transmettre l'intensité de la lumière matinale ».
Dans une lettre au comité de la Société impériale d'encouragement des Beaux-Arts datée du 28 décembre 1835, Alexandre Ivanov remercie celui-ci pour « le généreux patronage et le renouvellement de sa pension » et ajoute que « maintenant, quand j'aurai terminé L'Apparition du Christ à Marie-Madeleine, je m'empresserai de le soumettre au jugement de mes protecteurs ». Mais la toile est restée encore quelque temps en Italie. Au début de l'année 1836, le tableau est présenté à une exposition au musée du Capitole à Rome, où sont exposées également des toiles des maîtres russes Oreste Kiprensky et Mikhaïl Lebedev, et des peintres allemands August Riedel et Franz Ludwig Catel. Comme l'écrit Ivanov : « J'ai décidé de l'exposer au public et, comme vous pouvez le constater, ma toile ne s'est pas égarée et figure parmi une série de brillantes peintures de genre de divers styles. » ,

### Après la création: en Russie
Enfin, en mai 1836, la toile est envoyée à Saint-Pétersbourg. Malgré les critiques favorables reçues à Rome, Ivanov s'inquiétait sérieusement de l'accueil qui lui serait réservé en Russie. Il voulait surtout que la toile soit exposée dans une salle lumineuse pour que sa composition se trouve sous le même éclairage que celui représenté sur la toile, c'est-à-dire celui de l'heure matinale de la rencontre du Christ et de Marie Madeleine ». À son père, Ivanov a demandé de veiller à ce que la toile soit insérée dans un cadre doré, bien serrée de tous les côtés et qu'aucun autre tableau ne vienne empiéter sur le sien.

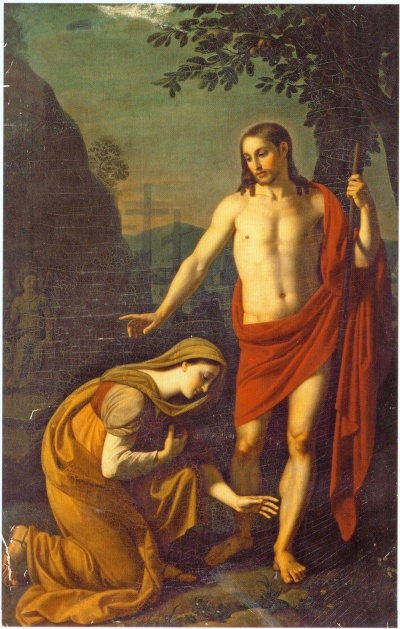
Jésus et Marie Madeleine, 1818 Galerie Tretiakov, par Alexeï Egorov.

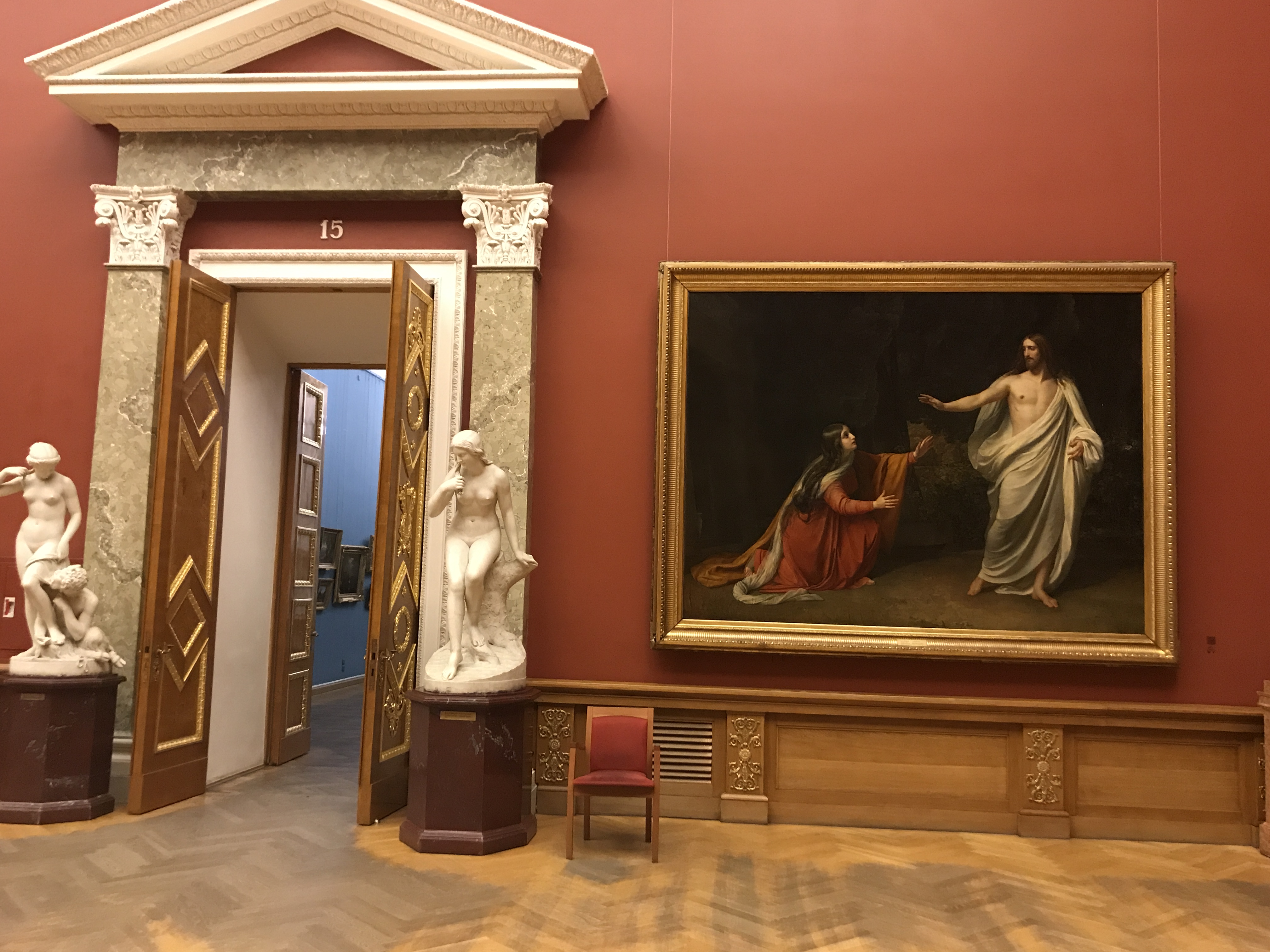
L'Apparition du Christ à Marie Madeleine après la Résurrection au Musée russe.

Les craintes du peintre étaient vaines et à Saint-Pétersbourg son tableau a été très apprécié. Son père lui a écrit qu'il ne devait pas s'inquiéter du cadre et que pareil tableau « par sa propre force provoque une forte impression dans l'esprit du spectateur du fait des sentiments qui y sont représentés ». Le peintre Alexeï Egorov, chez qui Alexandre Ivanov avait étudié à l'Académie russe des Beaux-Arts, l'a félicité succinctement par ces mots : « Quel style !». En 1818, il avait lui-même réalisé Le Christ et Marie Madelaine. Mais il y avait aussi des critiques négatives, ainsi celles de l'auteur de pièces de théâtre romantiques à succès Nestor Koukolnik (1809-1868). Discutant du tableau avec Karl Brioullov, Koukolnik lui demande : « C'est quoi cette peinture d'Ivanov ? Une mystification ou quoi ? Ou bien je suis déjà dépassé et je ne comprends rien, ou bien ce tableau est mauvais ! Atrocement mauvais, sans composition, sans couleur ». Brioullov, malgré le fait d'Ivanov était son rival, a, quant à lui, parlé de celle-ci d'un ton approbateur.
L'Académie russe des Beaux-Arts attribue le 24 septembre 1836 le titre d'académicien à Alexandre Ivanov pour son tableau L'Apparition du Christ à Marie Madeleine après la résurrection. L'artiste lui-même n'aspirait pas à de tels titres et écrit à ce propos à son père en octobre 1836 : « Dommage que l'on m'ait fait académicien : mon intention était de ne jamais avoir de titre, mais que faire, abandonner cet honneur c'est offenser ceux qui m'ont honoré »,. Dans la même lettre à son père, il ajoute : « Qui aurait pensé que mon tableau Jésus et Marie Madeleine aurait produit un tel coup de tonnerre ? Pour peu que je la connaisse, elle n'est que le début d'une toile décente. Mais ce pour quoi je suis content, c'est que vous le soyez vous-même et que le conseil et son président soient en admiration devant elle ! Dites-leur que je voudrais bien continuer à recevoir ma bourse de pensionnaire pour poursuivre mon tableau L'Apparition du Christ au peuple. C'est mon seul souhait. »
La société impériale d'encouragement des beaux-arts a présenté le tableau à l'empereur Nicolas Ier, puis l'a placé dans la galerie russe du Musée de l'Ermitage (au dos de la toile figure le no   d'inventaire du musée de l'Ermitage : 2550). Ivanov s'est vu octroyer 1 500 roubles d'argent pour ce tableau, mais il ne les a reçus qu'en 1843. En 1897, le tableau a été transféré du musée de l'Ermitage au musée de l'empereur Alexandre III (aujourd'hui le Musée russe), où il se trouve encore. Après ce transfert au Musée russe, la toile Apparition du Christ à Marie Madeleine après la résurrection a été exposée en 1898 au palais Mikhaïlovski, dans une salle où étaient exposés Le Dernier Jour de Pompéi et Le Siège de Pskov de Karl Brioullov, Le Serpent d'airain et Mort de Camille la sœur d'Horace de Fiodor Bruni, Martyrs chrétiens au Colisée de Constantin Flavitski, La Cène de Nikolaï Gay et quelques tableaux d'Ivan Aïvazovski,.

## Sujet et description
Les évangéliste Jean et Marc sont les seuls qui reprennent l'épisode de la dernière Cène dans leur évangile. Jean la décrit comme suit : 
«  Cependant Marie se tenait dehors près du sépulcre, et pleurait. Comme elle pleurait, elle se baissa pour regarder dans le sépulcre ; et elle vit deux anges vêtus de blanc, assis à la place où avait été couché le corps de Jésus, l'un à la tête, l'autre aux pieds. Ils lui dirent : Femme, pourquoi pleures-tu? Elle leur répondit : Parce qu'ils ont enlevé mon Seigneur, et je ne sais où ils l'ont mis. En disant cela, elle se retourna, et elle vit Jésus debout ; mais elle ne savait pas que c'était Jésus. Jésus lui dit : Femme, pourquoi pleures-tu ? Qui cherches-tu ? Elle, pensant que c'était le jardinier, lui dit : Seigneur, si c'est toi qui l'as emporté, dis-moi où tu l'as mis, et je le prendrai. Jésus lui dit : Marie ! Elle se retourna, et lui dit en hébreu : Rabbouni ! c'est-à-dire, Maître ! Jésus lui dit : Ne me touche pas ; car je ne suis pas encore monté vers mon Père. Mais va trouver mes frères, et dis-leur que je monte vers mon Père et votre Père, vers mon Dieu et votre Dieu.
 »

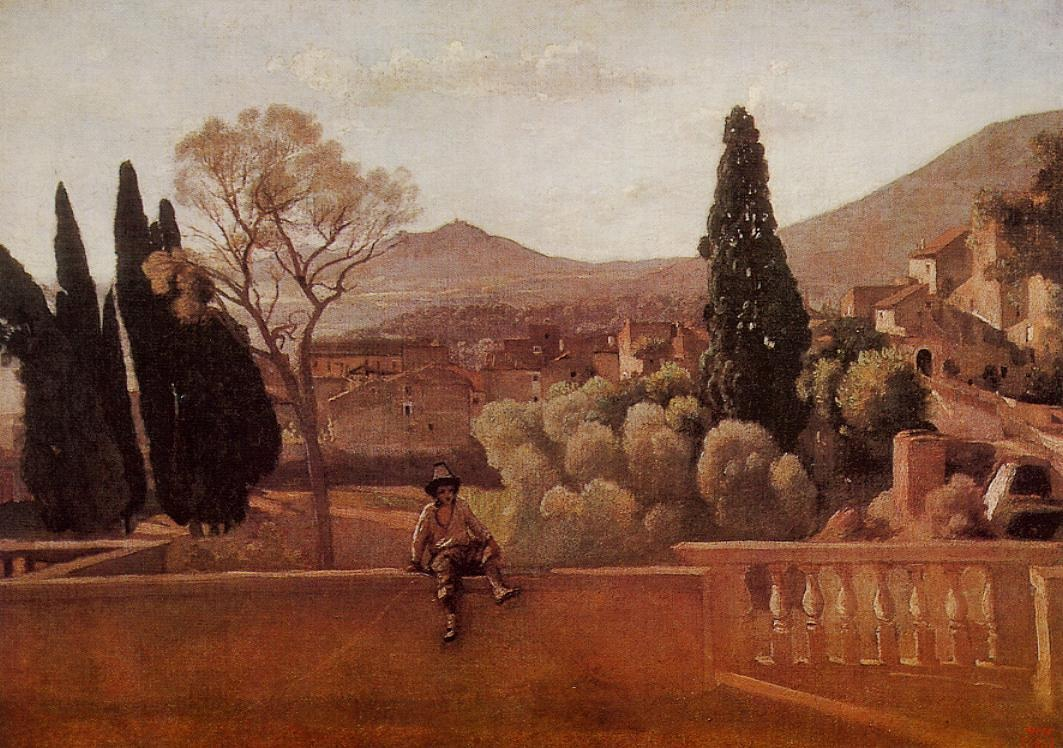
Jean-Baptiste Camille Corot, Jardins de la Villa d'Este à Tivoli, 1843.

Le tableau est une composition à deux personnages en taille réelle : à gauche — Marie de Magdala, à droite — Jésus-Christ. La scène se passe au moment de l'exclamation de Jésus « Noli me tangere », quand Marie Madeleine reconnaît le Christ et que celui-ci l'arrête dans son élan et lui dit : « Ne me touche pas, car je ne suis pas encore monté à mon Père »,,. La coloration de la toile est en grande partie basée sur le contraste « entre les couleurs flamboyantes de la robe de Marie Madeleine et le drapé de blanc froid entourant le torse du Sauveur ».
Alexandre Ivanov choisit pour la scène de son tableau le parc de la villa d'Este à Tivoli près de Rome. Dans une lettre à son père, le peintre Andreï Ivanov, il écrit : « J'ai reçu votre lettre à Tivoli, où j'ai peint des études de cyprès centenaires, qui garnissent le jardin de la villa d'Este, pour mon tableau Jésus et Madeleine ; cela est maintenant terminé et je vais achever les personnages »,.

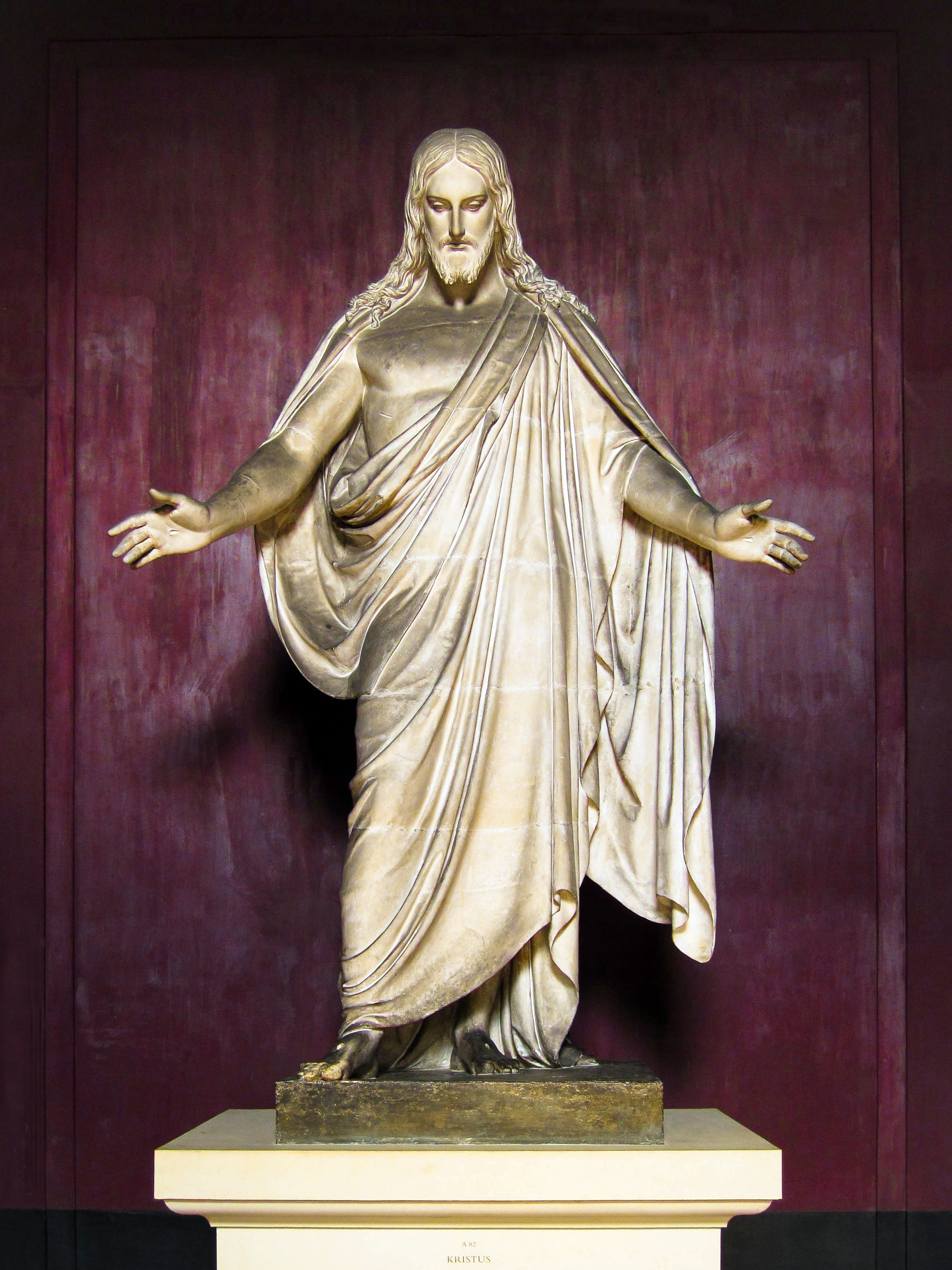
Copie de la statue du Christ par Bertel Thorvaldsen au musée Thorvaldsen de Copenhague.

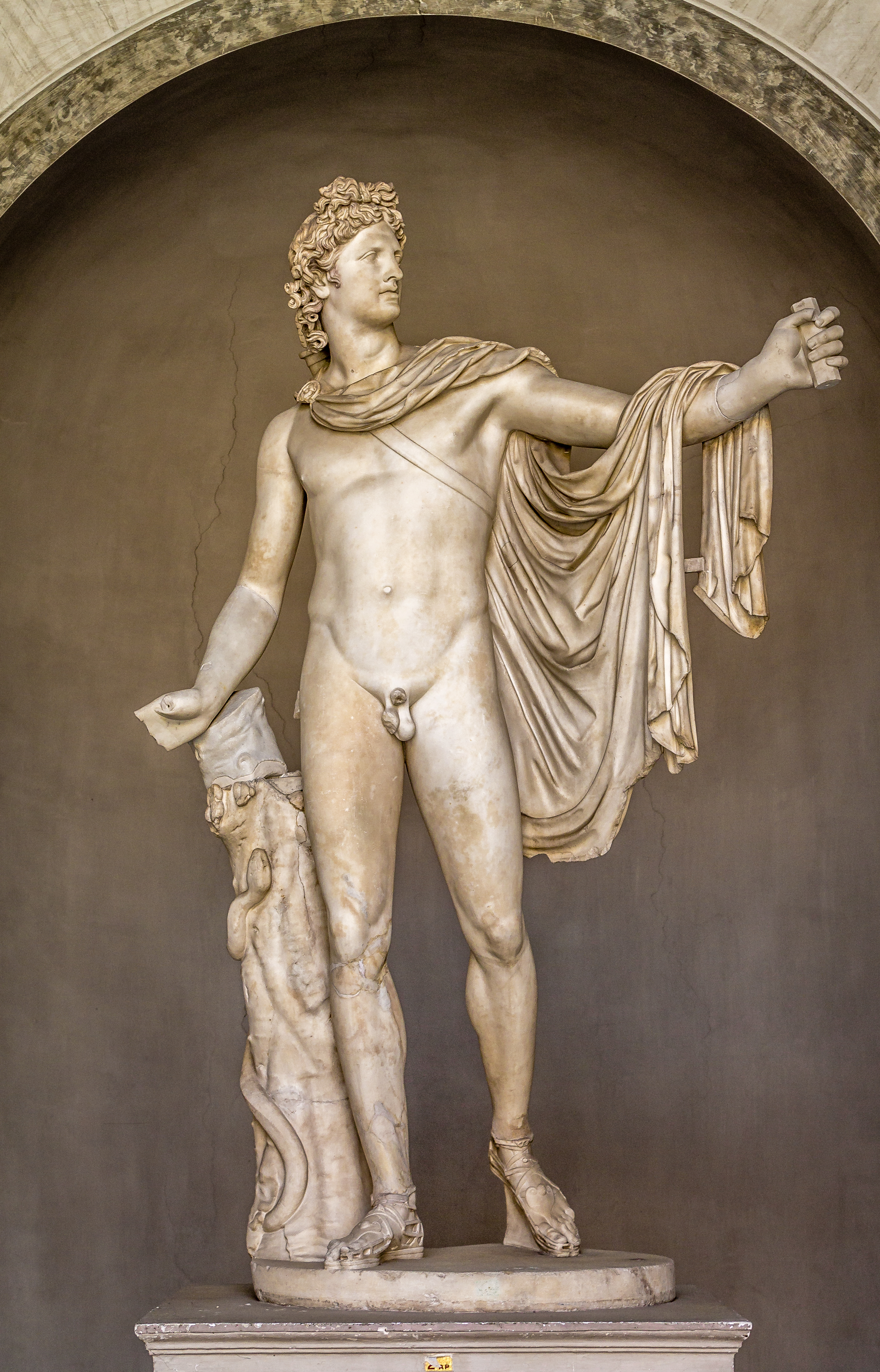
Apollon du Belvédère, Musées du Vatican attribué à Léocharès, sculpteur de la deuxième moitié du

Lors de la préparation de l'image du Christ, deux œuvres sculpturales ont eu une influence significative sur Ivanov. L'une d'elles est la statue du Christ réalisée par le sculpteur danois Bertel Thorvaldsen, qui vivait et travaillait alors à Rome. L'autre est le célèbre statue de l'Apollon du Belvédère des Musées du Vatican. Ivanov a réalisé d'autres croquis de sculptures antiques ainsi que des tableaux des maîtres italiens tels que Giotto di Bondone, Fra Angelico, Léonard de Vinci, Fra Bartolomeo et Raphaël.
Dans les albums d'Ivanov conservés à la Galerie Tretiakov à Moscou se trouvent plusieurs têtes de Christ réalisées de différents points de vue sur base de la sculpture de Bertel Thorvaldsen, sur lequel il a travaillé dans les années 1820-1830. On suppose que c'est cette sculpture qui a servi de schéma initial pour son tableau. Bien que le Christ d'Ivanov ressemble à celui de Thorvaldsen, il existe des différences significatives entre les deux : le sculpteur danois représente le Christ immobile et stable, alors que le peintre russe « présente une figure en mouvement et réussit à faire en sorte que le spectateur ait une illusion du mouvement ».

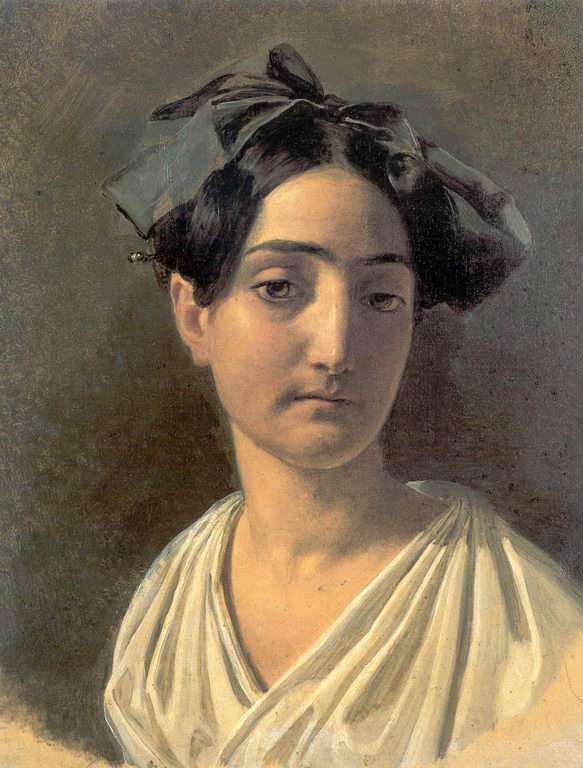
Alexandre Ivanov. Portrait de Vittoria Caldoni (1834, Musée russe).

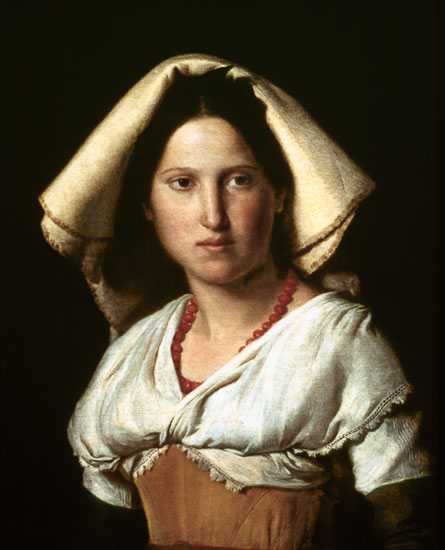
Victor Orsel, Portrait de Vittoria Caldoni, Musée des beaux-arts de Lyon, 1820.

Alexandre Ivanov a discuté en détail de la composition de la toile avec son père à qui il a envoyé en été de l'année 1834 des dessins du futur tableau. Le père, Andreï Ivanov, lui répond : «… il me semble que le Christ est trop empressé …», et il cite l'opinion de ses filles (les sœurs d'Alexandre), dont l'une « trouve que l'on dirait que le Christ fuit Magdalena ». Alexandre Ivanov a pris partiellement en compte ces commentaires et, dans les versions ultérieures, a représenté le mouvement du Christ plus lent.
Ivanov a passé beaucoup de temps pour comprendre comment peindre au mieux les vêtements du Christ. Il note lui-même : « Peindre la robe blanche vraiment colorée, qui recouvre une grande partie du corps du Christ n'est vraiment pas facile ; les plus grands maîtres semblent l'éviter. Je n'ai pas trouvé d'exemple dans toute l'Italie »,.
Pour créer l'image de Marie Madeleine, Ivanov a choisi deux modèles. L'une d'entre elles, c'est Vittoria Caldoni, très réputée pour sa beauté à son époque et qui devint l'épouse du peintre Grigori Laptchenko. Le nom de l'autre modèle n'est pas connu,, mais on a conservé quelques détails de sa vie. Son mari était un ivrogne qui la battait et lui demandait son argent. Un jour, il l'a mise dans un tel état qu'elle l'a poignardé à deux reprises avec un couteau. Elle a été emprisonnée et son mari a été conduit à l'hôpital. Ivanov l'aurait aidée avec l'argent qu'il attendait de la société pour la promotion des artistes.
Selon la tradition qui régnait à l'époque à l'Académie russe des Beaux-Arts, la composition du tableau ressemblait à un groupe sculptural. Toutefois, l'artiste a réussi à donner à ses personnages de l'expressivité et à montrer leur émotion,. « C'est une toile lyrique au travers duquel on retrouve les canons classiques ». Sur le visage de Marie Madeleine transparaît la transition de la tristesse à la joie, en passant par la surprise et la peur. Pour amener son modèle à cet état, Ivanov lui a demandé de se souvenir d'un évènement triste, puis l'a fait rire tout en provoquant l'apparition de larmes grâce à des épluchures d'oignon,. L'artiste lui-même décrivait ainsi sa modèle dans une lettre à sa sœur : « Vos louanges adressées à ma Madeleine m'inclinent à aider ma modèle avec laquelle j'ai travaillé de la tête et des mains. Elle était si gentille, que, se souvenant de tous ses malheurs et les yeux irrités par les épluchures d'un oignon placé devant eux, elle pleurait, et à ce moment-là je l'ai fait rire si bien que les yeux pleins de larmes et un sourire aux lèvres, elle donnait une image parfaite de ma Madeleine apercevant Jésus. Mais je ne travaillais pas de sang-froid et mon cœur s'est mis à battre fort à la vue de son superbe visage illuminé par son sourire. Je pense que ma physionomie à moi aussi était extraordinaire »,.

## Esquisses et croquis
Au Musée russe de Saint-Pétersbourg est conservée une esquisse du tableau Apparition du Christ à Marie Madeleine après la résurrection (toile, huile, 29 × 37 cm, vers 1833, inventaire no Ж-3857), qui appartenait auparavant à un conservateur du musée de l'Ermitage (du nom de Koritsk) puis au collectionneur Mikhaïl Botkine (ru). Cette esquisse est arrivée au Musée russe en 1917 en provenance de la collection Botkine. Le visage de Marie Madeleine n'est pas visible sur l'esquisse, elle est prosternée devant le Christ, et derrière, elle est représentée un ange, assis sur une dalle de pierre à l'entrée du tombeau. Précédemment, cette esquisse était datée de la période située entre 1833 et 1835, mais dans le catalogue de 2002 des arguments sont avancés suivant lesquels il fallait la dater de l'époque du début du travail d'Ivanov, c'est-à-dire de 1833. Par ailleurs, il faut signaler à propos de cette esquisse qu'Ivanov, dans une lettre à son père datée de la fin 1833, écrit qu'il est décidé de se limiter à deux personnages : « …maintenant je me suis attaqué à la grande toile, et où en suis-je avec deux personnages pour afficher et la nudité du corps et ma conception du drapé ».
Une autre esquisse éponyme du tableau a été acquise par Pavel Tretiakov en 1877 et se trouve à la Galerie Tretiakov (toile, huile, 43,5 × 60,4 cm, 1834, no 2510 à l'inventaire,). À la Galerie Tretiakov se trouvent également deux études :Tête du Christ (toile, huile, 55,4 × 44,8 cm, 1834, no 7989 à l'inventaire) et Tête de Marie Madeleine (toile, huile, 65 × 56 cm, 1834, no 7975 à l'inventaire). Ces études se trouvaient dans les collections de Kozma Soldatenkov, puis ont été léguées par testament au musée Roumiantsev, et ont été transférées en 1925 à la Galerie Tretiakov,,.

Études.
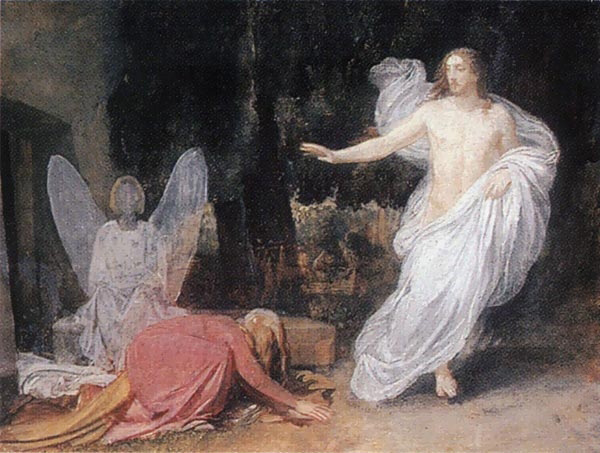
Apparition du Christ à Marie Madeleine après la résurrection (esquisse, ок. 1833, Musée russe)
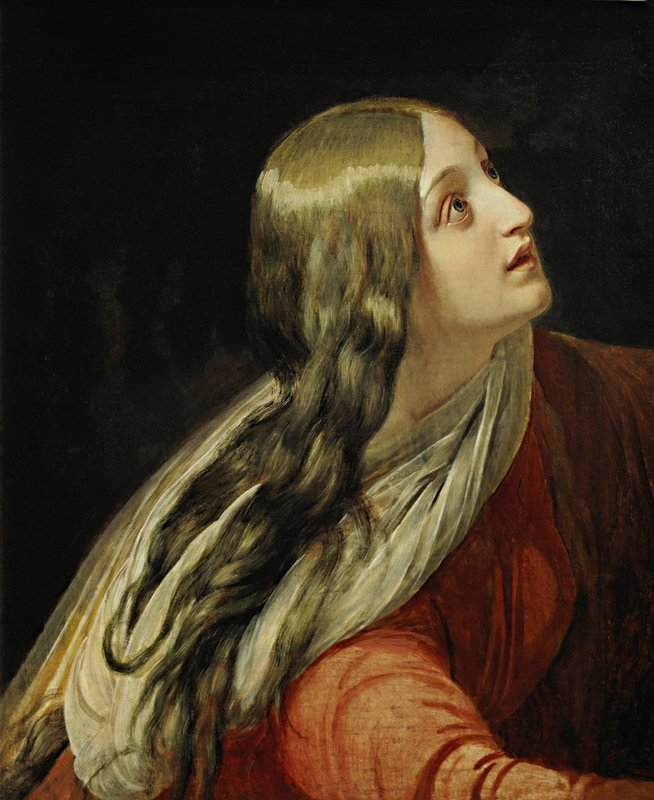
Tête de Marie Madeleine (1834, Galerie Tretiakov)
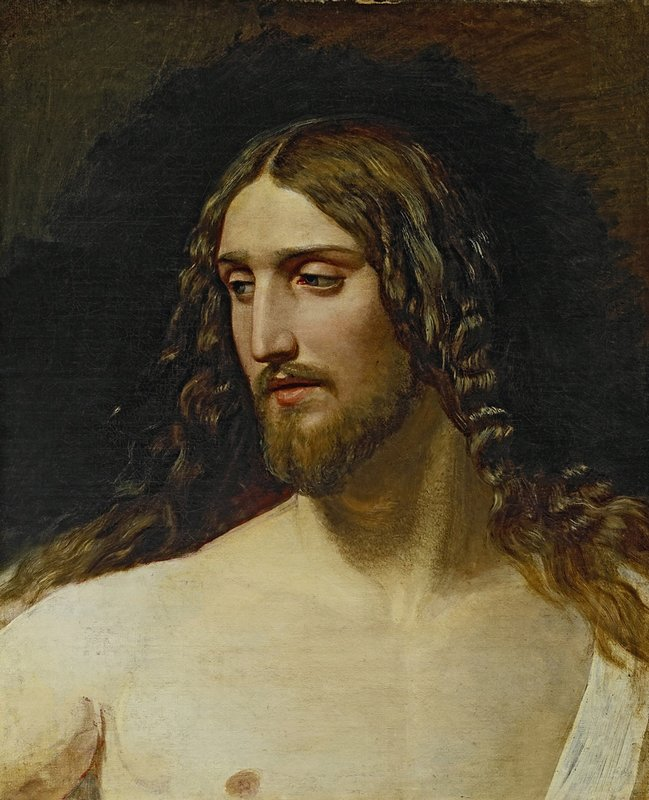
Tête du Christ (1834, Galerie Tretiakov)
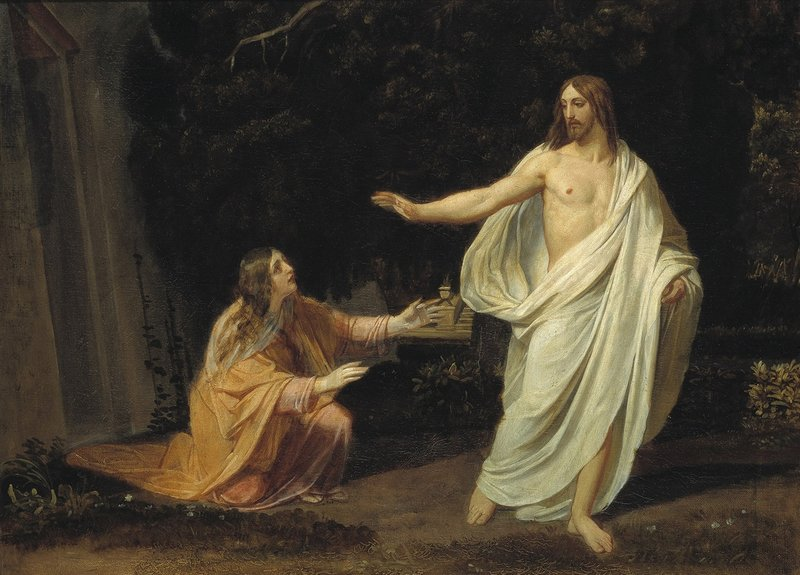
Apparition du Christ à Marie Madeleine après la résurrection (esquisse, 1834, Galerie Tretiakov)

Durant son travail sur la toile, Alexandre Ivanov a réalisé une série d'études graphiques sur l'image de Marie Madeleine. Après sa mort, celles-ci ont été conservées par son frère l'architecte Sergueï Andréïevitch Ivanov (ru) (1822-1877). En 1877, beaucoup de dessins ont été transmis au musée Roumiantsev. Parmi ceux-ci, on retrouve une étude la tête de Marie Madeleine, trois études de Marie Madeleine agenouillée, deux études de semi-nu et de nu et une étude de drapé.

Études au crayon.
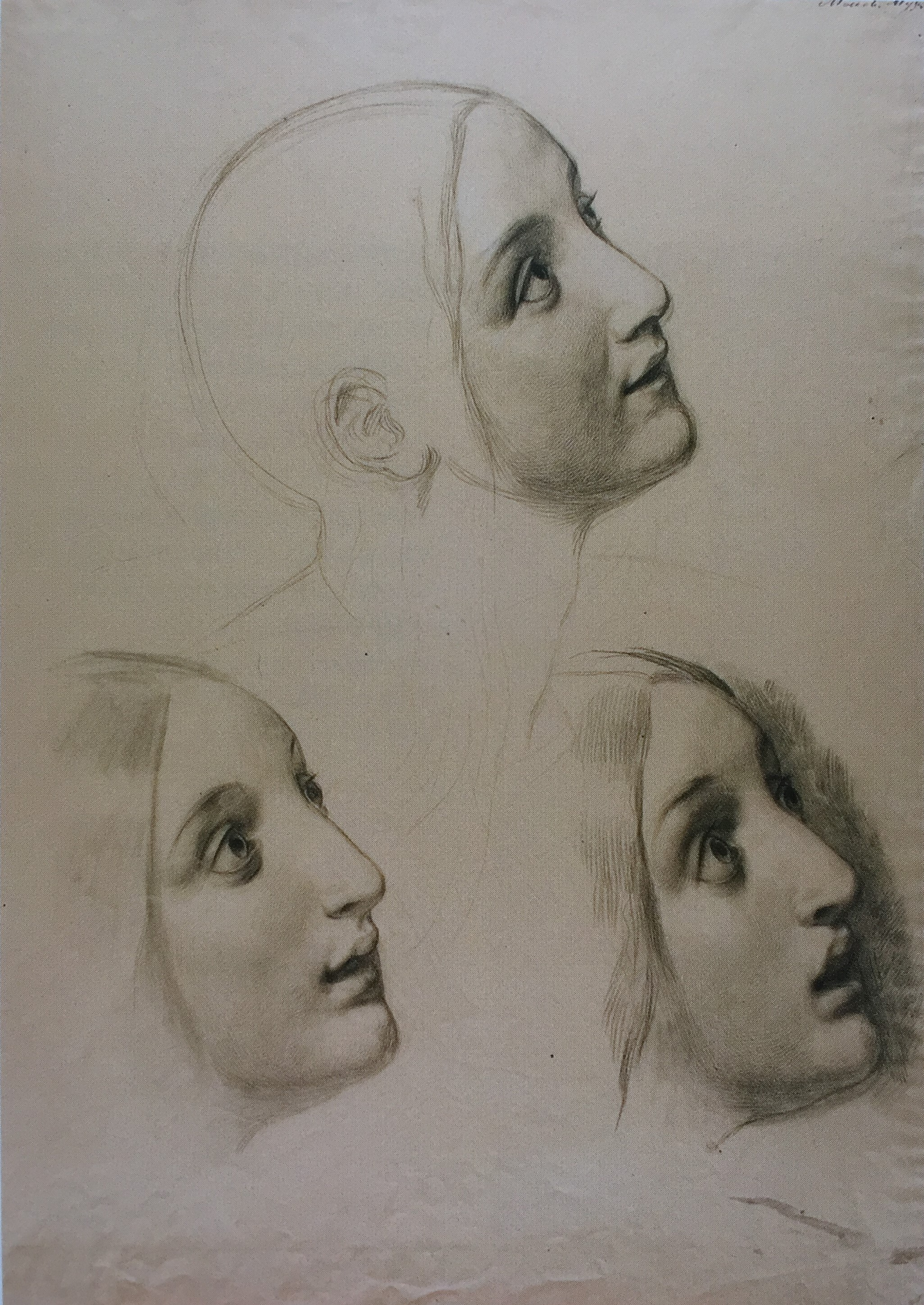
étude, tête de Marie Madeleine
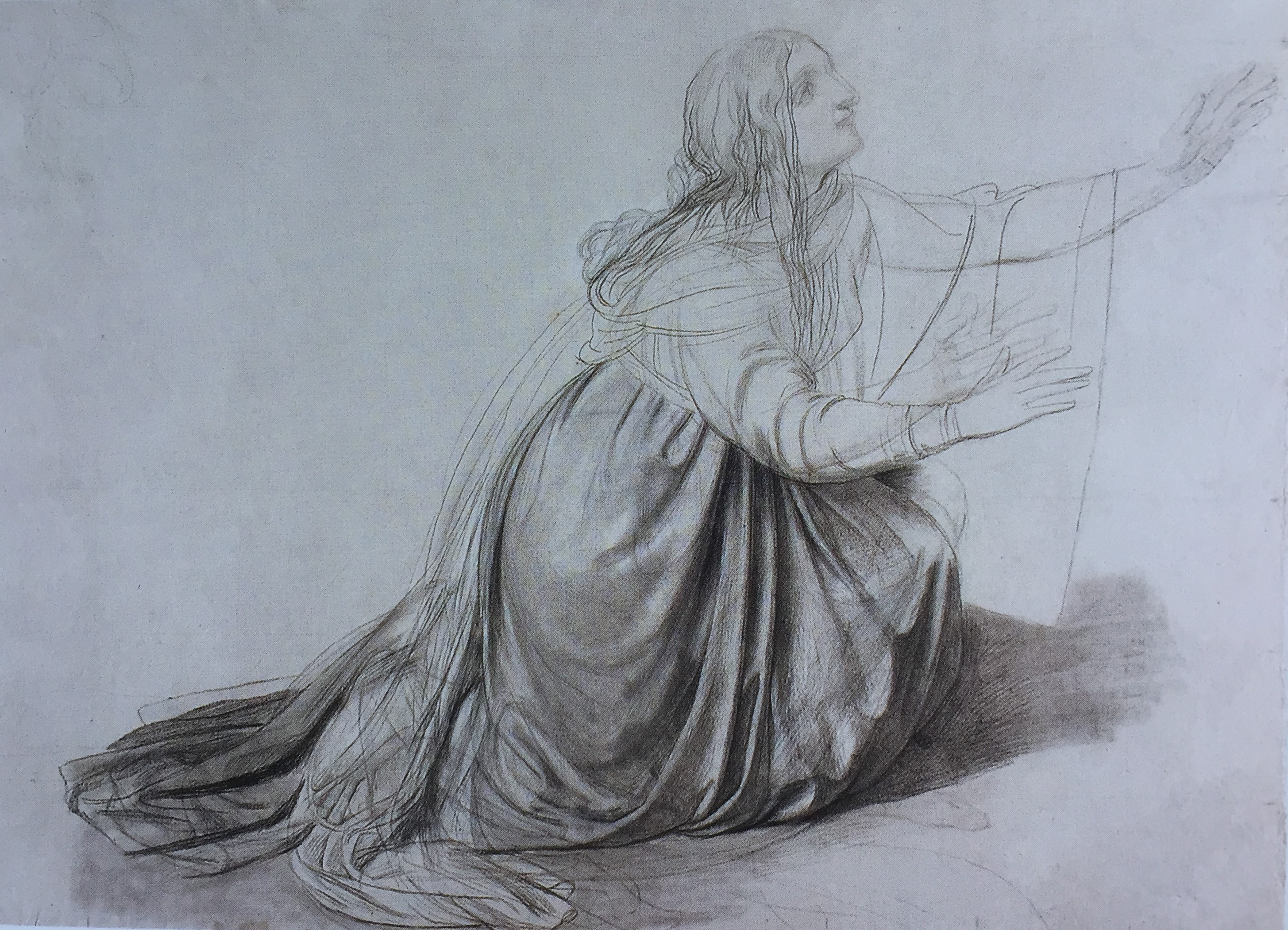
Marie Madeleine agenouillée
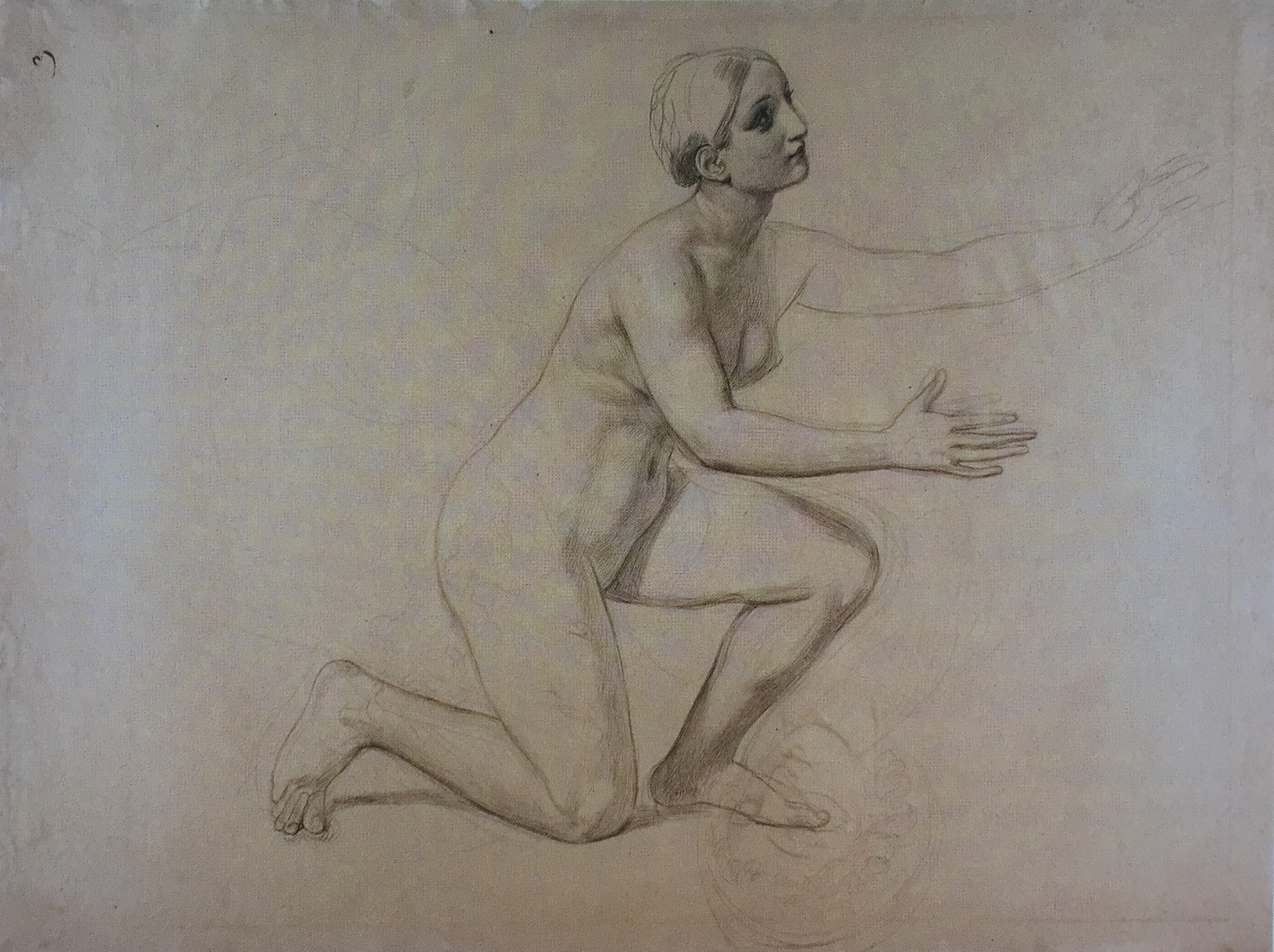
Marie Madeleine agenouillée
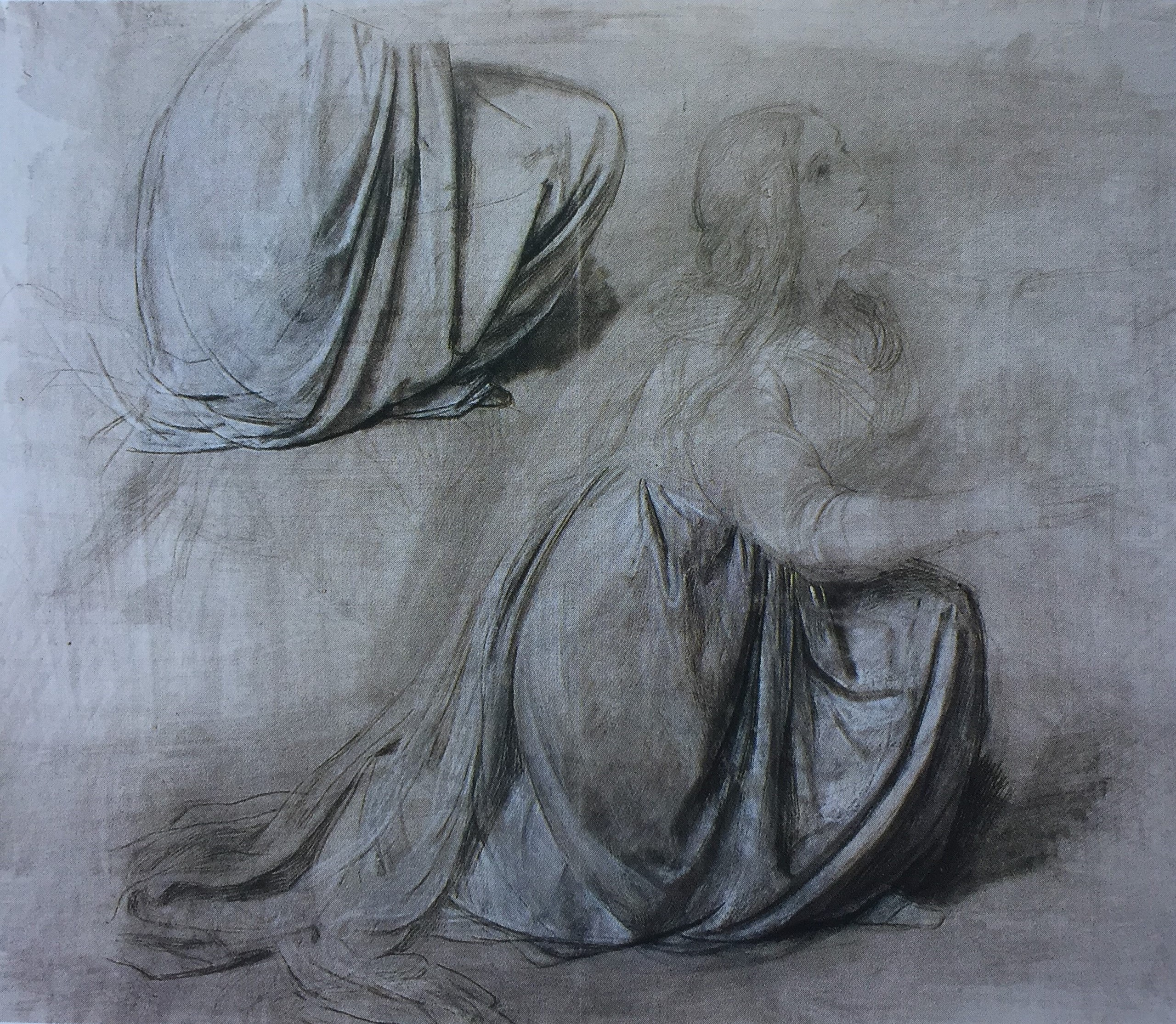
Drapé
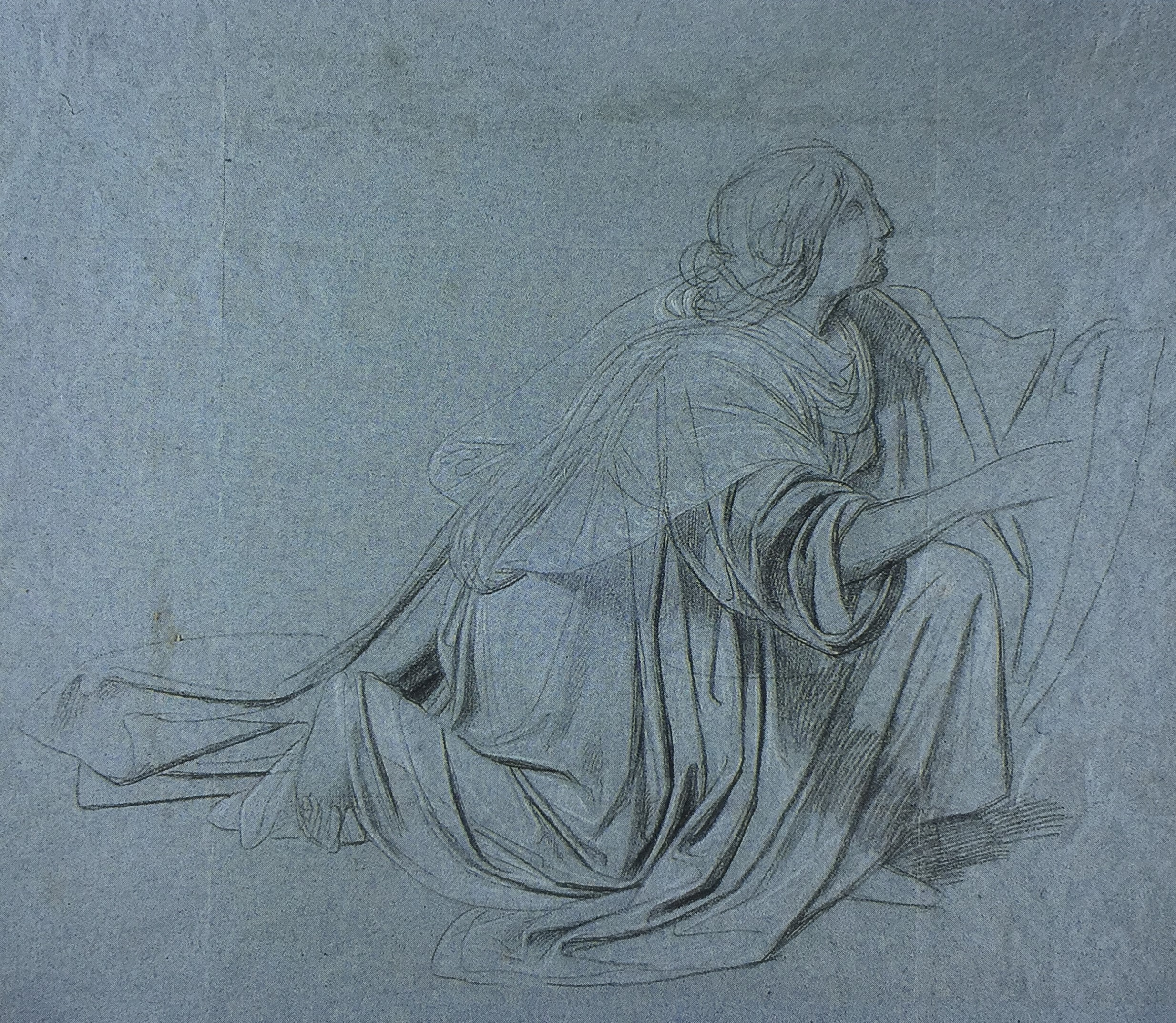
Marie Madeleine agenouillée
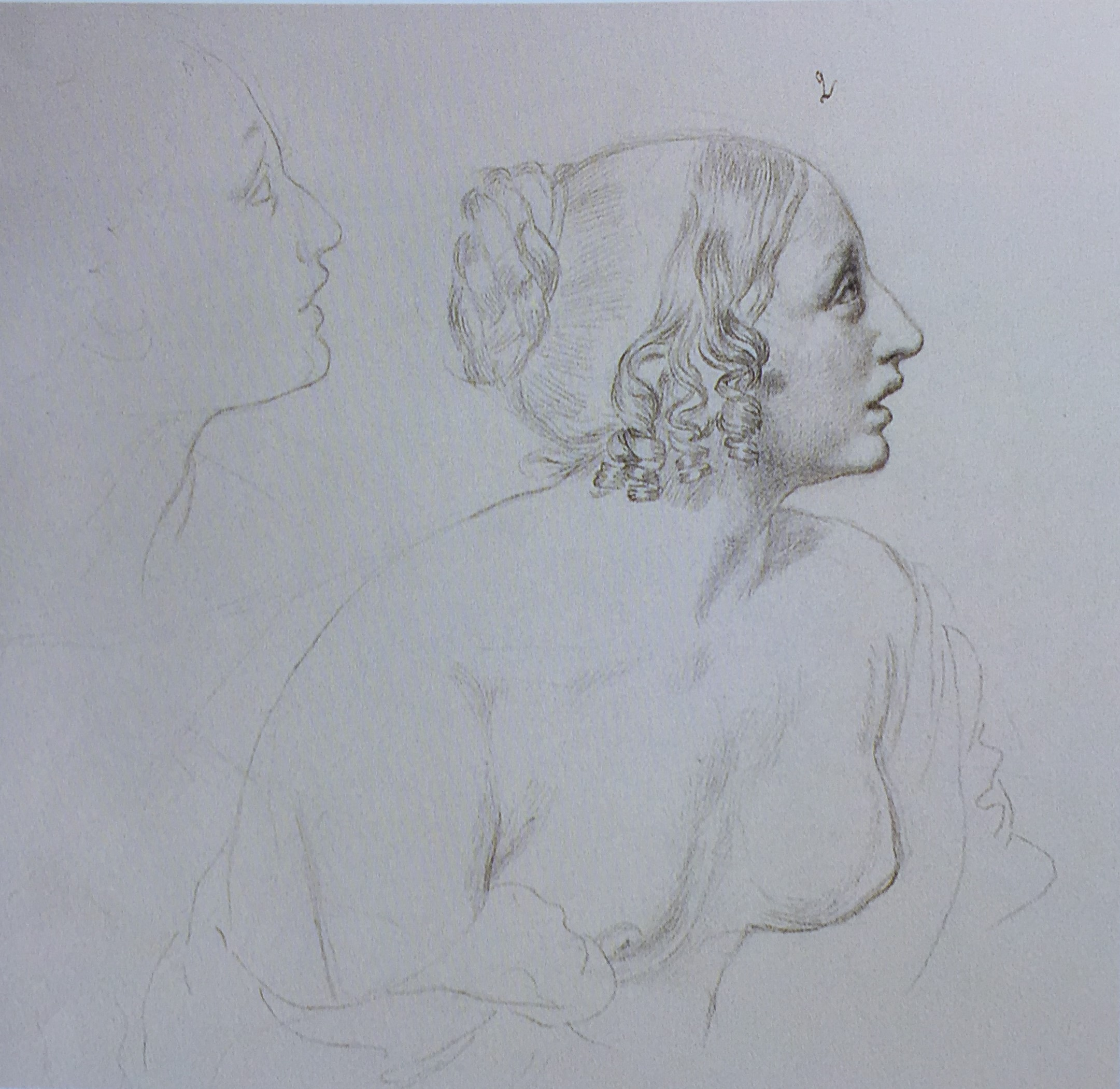
Marie Madeleine semi dénudée

En travaillant, dans les années 1840 et 1850, sur ses Scènes de l'Histoire sainte, Alexandre Ivanov est revenu sur le sujet de l'Apparition du Christ à Marie Madeleine à la résurrection. Il réalise une esquisse sur papier brun, à l'aquarelle, au crayon, qui se trouve à la Galerie Tretiakov (26,3 × 40 cm à l'inventaire sous no 8600,,). À la différence de la toile finale, cette étude présente des personnages plus mobiles et moins académiques. « L'espace architectural y est plus imposant avec d'énormes marches bordées par une balustrade ».

## Appréciation et critique

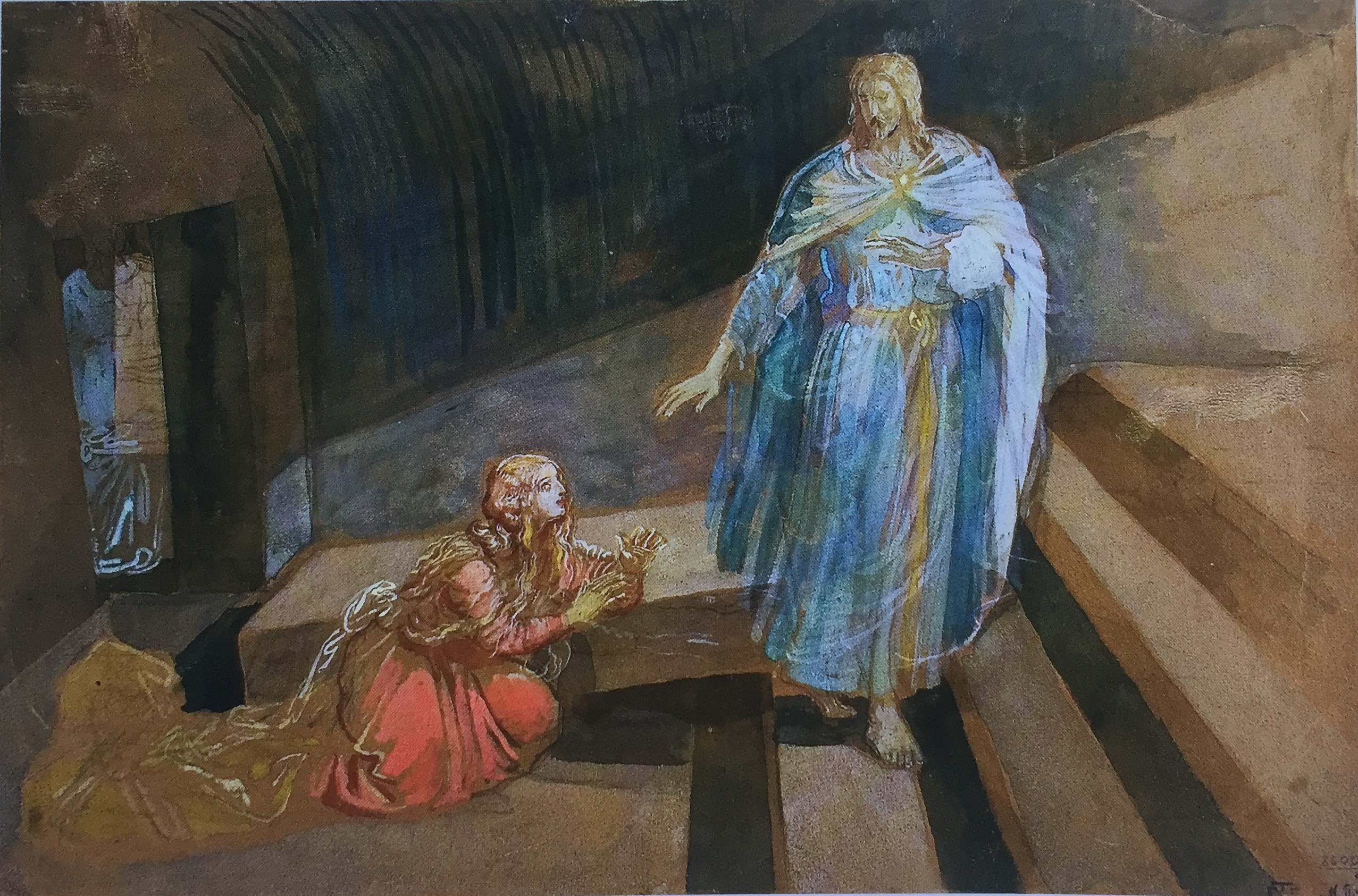
Alexandre Ivanov, Apparition du Christ à Marie Madeleine après la Résurrection (fin des années 1840 - 1850, Galerie Tretiakov, dans les esquisses bibliques et Scènes de l'Histoire sainte.

Tout en rendant hommage à la grande habileté de l'artiste dans la représentation des vêtements et des autres détails du tableau, les critiques observent et notent une raideur excessive des personnages, et en particulier du Christ dont ils comparent la figure aux créations du sculpteur Bertel Thorvaldsen. Ainsi le critique et peintre Alexandre Benois, dans son histoire de la peinture au XIXe siècle, écrit que l'Apparition du Christ à Marie Madeleine montre la capacité d'Ivanov en matière de drapé et de nudité mais il n'en sort qu'un froid glacial. Selon Benois, « le Christ de Bertel Thorvaldsen, marchant dans une pose théâtrale figée, dans un paysage sec comme gravé dans la pierre, représente un travail énorme, consacré à des choses secondaires, comme le dessin des plis des vêtements, voilà ce qui saute aux yeux. Et ce n'est qu'ensuite, en regardant attentivement que vous apercevez sur la figure de Madeleine quelque chose qui montre quelle compréhension du chagrin avait Ivanov et qui permet de comprendre à quel point il pouvait ressentir, jusqu'aux larmes, la touchante histoire de l'évangile »

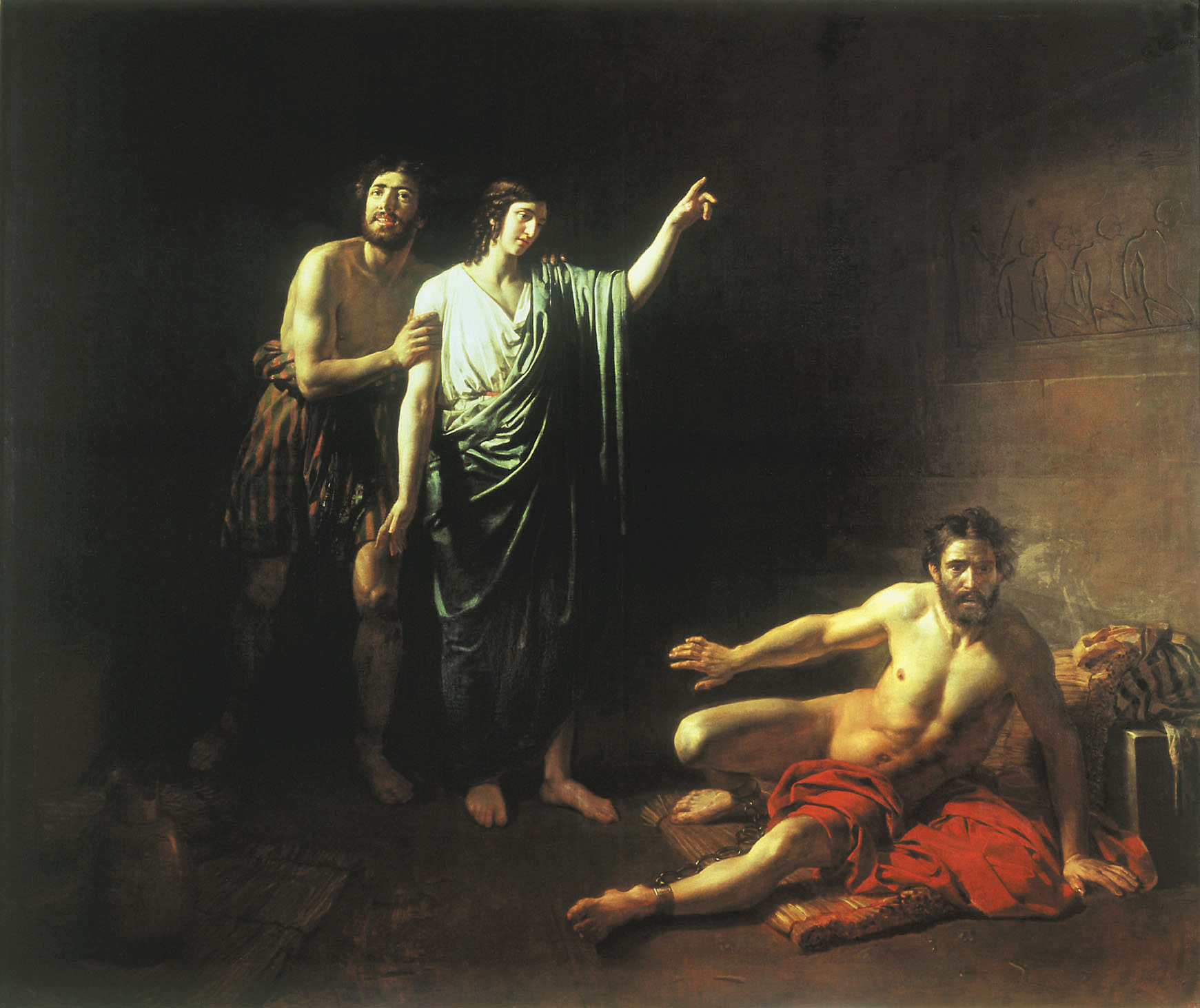
Autre sujet biblique d'Alexandre Ivanov : Joseph en prison interprète les rêves du panetier et de l'échanson (Genèse :40), 1827.

La critique d'art Nina Dmitrieva, dans son ouvrage sur Les esquisses bibliques d'Alexandre Ivanov, fait remarquer que « dans l'expression du visage de Madeleine, qui a vu vivant celui qu'elle considérait comme mort, dans son sourire au-delà des larmes, transparaît l'idée d'un bouleversement heureux, d'un espoir éclatant, qui domine toute la teneur psychologique de la scène de ce grand tableau ». Mais par contre, poursuit la critique, « la figure du Christ représenté dans la pose de l'Apollon du Belvédère est traitée de manière trop académique, et son expression de visage est insignifiante ».
Le critique d'art Nikolaï Machkovtsev (ru) écrit que le tableau Apparition du Christ à Marie Madeleine à la Résurrection est devenu un des travaux préparatoires à la réalisation du plan grandiose que représente la toile L'Apparition du Christ au peuple. Le critique observe que l'Apparition du Christ à Marie Madeleine « n'est pas simplement une satisfaction pour un artiste qui veut montrer ses capacités de représenter les drapés et la nudité d'un corps, mais contient également quelque chose de plus ». Et le critique poursuit en considérant la toile comme une œuvre appartenant au classicisme.

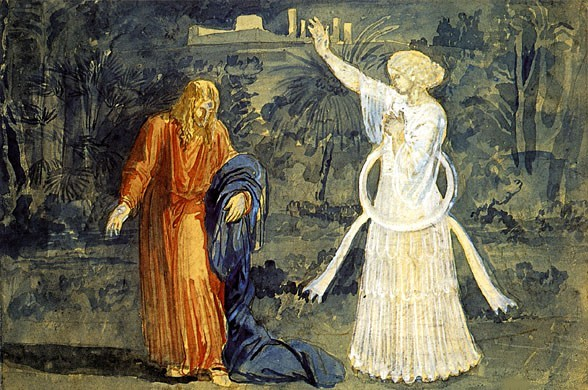
Alexandre Ivanov Scènes de l'Histoire sainte Apparition de l'ange au Christ dans le jardin de Gethsémani 1850. Montre la capacité d'Ivanov de s'éloigner de l'académisme à la fin de sa vie.

Selon l'historien d'art Mikhaïl Alpatov, la toile Apparition du Christ à Marie madeleine à la résurrection est caractéristique du classicisme académique, dans la mesure où la rencontre du Christ et de Marie Madeleine est comme intentionnelle et que dans leurs mouvements et leurs postures se devine un élément significatif de théâtralité. Néanmoins, selon Alpatov, « Ivanov a réussi à atteindre une telle grandeur que les académiciens ne la comprenaient même pas », et « la juxtaposition des deux figures, celle du Christ et celle de Marie Madeleine tombée à genoux est une réussite de l'artiste ». Alpatov note encore que ces deux figures représentées par Ivanov « contiennent une dignité telle qu'elle est plus proche de celle des héros de la tragédie classique que de celle des personnages des légendes évangéliques ».